# Samarra
Samarra (Arabisch: سامراء) is een stad in Irak aan de oostelijke oever van de Tigris in de provincie Salah ad Din, ongeveer 125 km ten noorden van Bagdad. In 2002 bedroeg de bevolking ongeveer 201.700 personen. Het historische deel van Samarra is in 2007 door UNESCO tot werelderfgoed verklaard.
De stad was een van de grootste Mesopotamische steden. Belangrijke bezienswaardigheden zijn de Grote moskee van Samarra met zijn unieke spiraal-minaret, die gebouwd is in 847 toen Samarra van 836 tot 892 de hoofdstad was van de islamitische wereld, ten tijde van het kalifaat van de Abbassiden.
In Samarra staan ook de tombes van Ali al-Hadi en Hasan al-Askari, respectievelijk de tiende en elfde sjiitische imams. Ook staat er een tempel voor Mohammed al-Mahdi, de twaalfde Imam of de 'Verborgen Imam'. De meeste sjiieten geloven dat hij verborgen is en pas aan het einde der tijden weer op zal staan.
Samarra was een centrum van shi'itische cultuur totdat Saddam Hussein daaraan een einde maakte. Daarna heeft Qom die rol overgenomen.

## Irak oorlog en daarna
In oktober 2004 heroverden Amerikaanse troepen de controle in Samarra op het Iraaks verzet.
Op 21 februari 2006 bliezen soennitisch-moslimfundamentalistische militanten de koepel van de al Askari-schrijn op. In dit heiligdom liggen de elfde en twaalfde imam van de Twaalvers, de belangrijkste sjiitische stroming, begraven en het is tevens de plek waar de Mahdi of Twaalfde Imam verdween. De bomaanslag leidde tot grote verontwaardiging in Irak. Er brak religieus geweld uit tussen sjiieten en soennieten in de stad met als spilfiguur de sjiitische geestelijk leider Muqtada al-Sadr. Daarbij kwamen zo'n 15.000 mensen om het leven.
Op 13 juni 2007 stortten twee minaretten van het sjiitische Gouden Moskee in na twee explosies. Deze moskee, ook wel Al Askari genoemd, is een mausoleum voor de tiende en elfde imam van de Twaalver sjiieten, en dus een van de belangrijkste heiligdommen in Irak. In 2015 was hij in zijn oude glorie hersteld.
Eind februari 2015 werd Samarra bestookt door de terreurbeweging Islamitische Staat.

## Geboren
- Kadim Al Sahir (1957), zanger, componist, dichter en schrijver

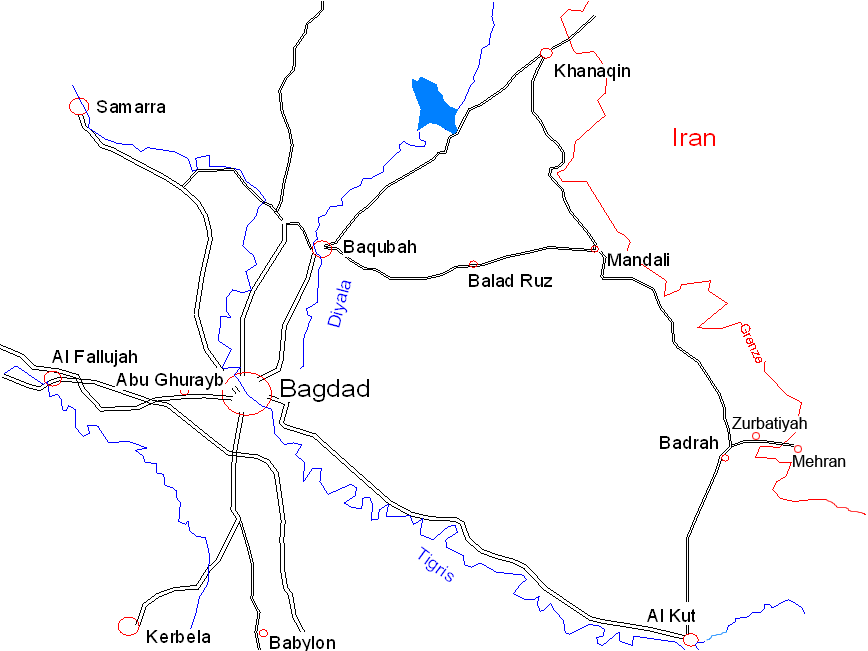
Ligging van Samarra t.o.v. Bagdad
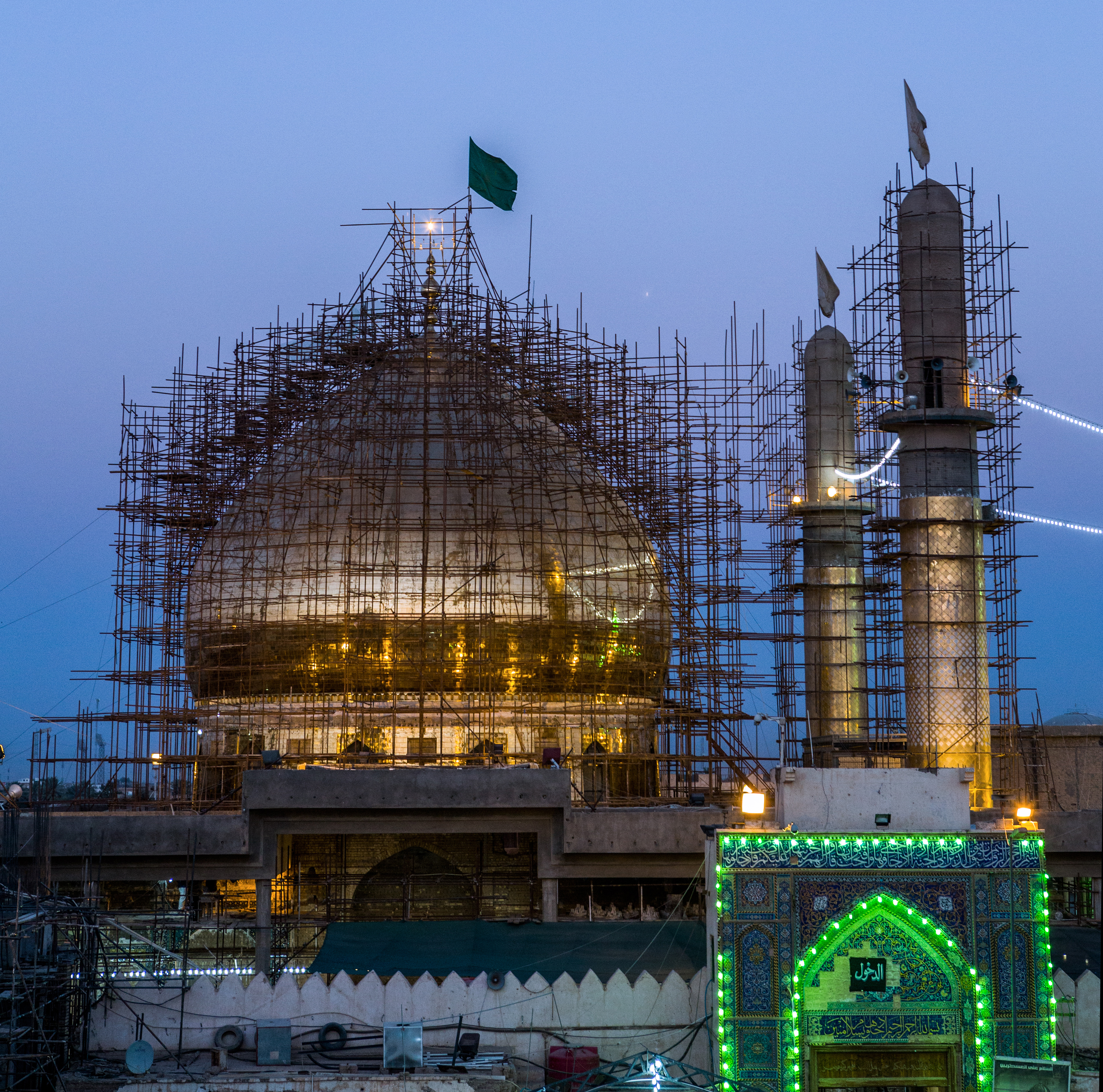
Gouden moskee tijdens herstellingswerken